# Свергино
Свергино́ — деревня в Палехском районе Ивановской области. Входит в Палехское городское поселение.

## География
Находится в 1,5 км к юго-западу от Палеха.
Примерно 28 домов. Около деревни протекает речка Юрловка.

## История
Деревня Свергино Вязниковского уезда упоминается в книге «Списки населённых мест Владимирской губернии по сведениям 1859 году» в 1863 году. Имеется на карте 1802 года под именем Свергина.

## Население
| 1859 | 1905 | 2010 |
| ---- | ---- | ---- |
| 146  | ↘89  | ↘39  |